# Wendel (beek)
De Wendel is een nieuw gegraven beek in Twente, tussen Wierden en Almelo. De beek loopt van de Weezebeek (Eksose Aa) richting de Veeneleiding.
De Wendel is, samen met de Doorbraak, gegraven om het relatief schone landelijke water in Twente langer vast te houden en te scheiden van het relatief verontreinigde stedelijke water. Hierbij is de Wendel deel van de vuilwaterstroom.